# Operazione Albion

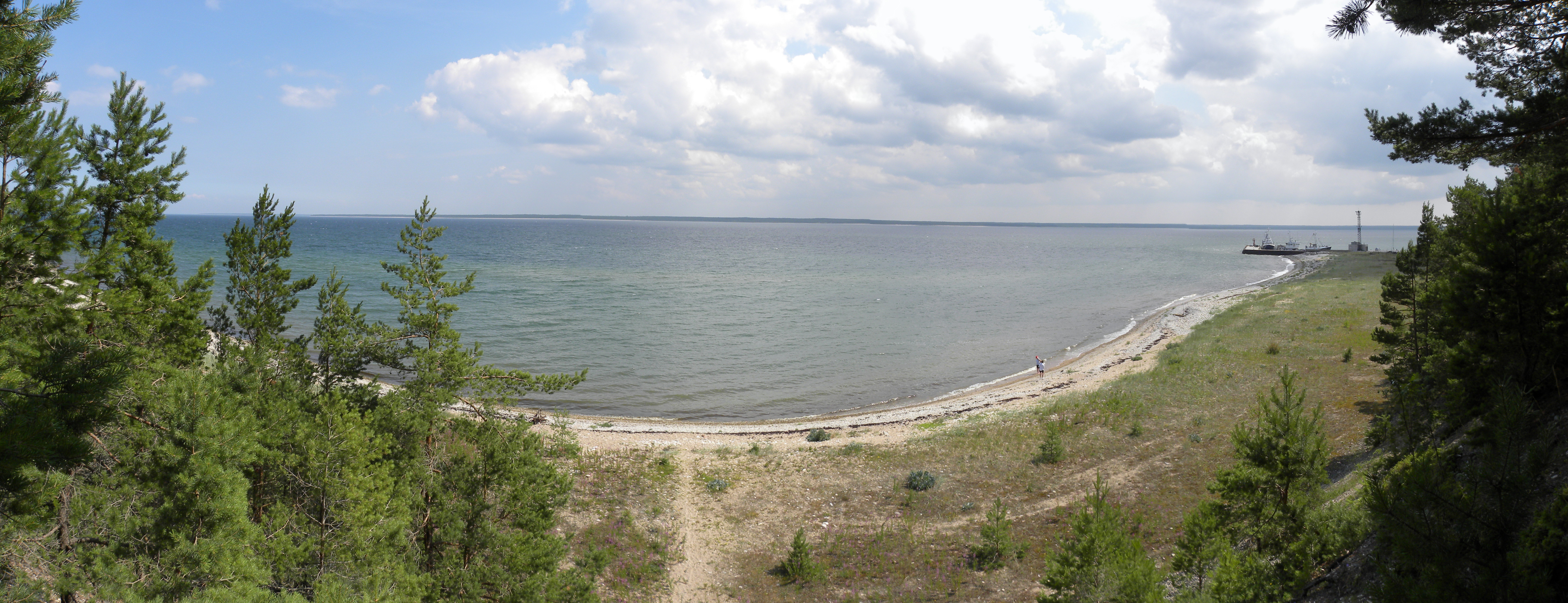
Baia di Tagalaht, Saaremaa, Estonia.

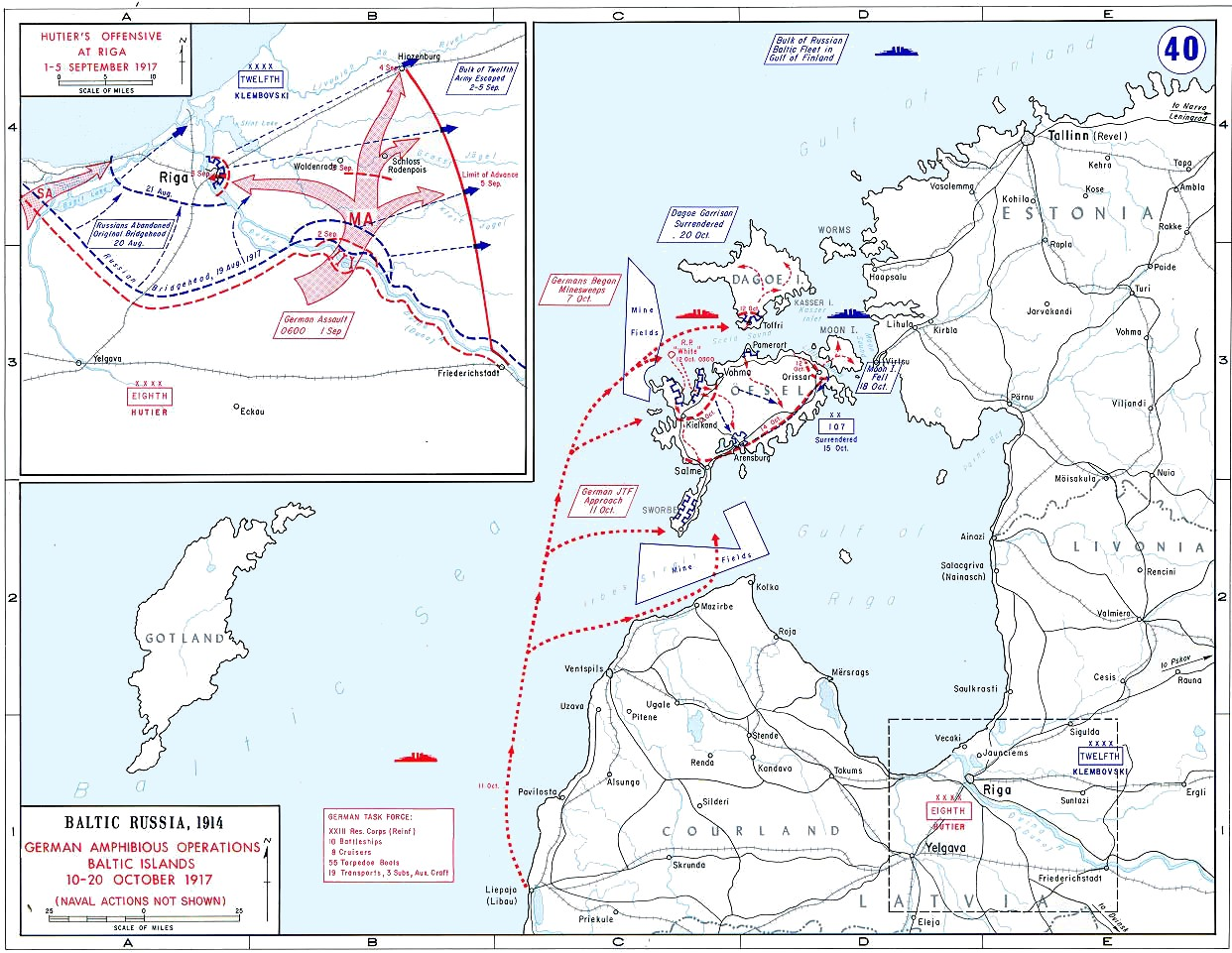
piano per occupare le isole estoni di Saaremaa, Hiiumaa e Muhu

L'operazione Albion fu l'occupazione, nell'ottobre 1917, da parte delle forze navali e terrestri dell'Impero tedesco delle isole estoni di Saaremaa, Hiiumaa e Muhu allora sotto il controllo della Repubblica russa.
Dopo un'intensa preparazione navale con la rimozione degli estesi campi minati e il bombardamento delle batterie di difesa costiera russe, iniziarono operazioni con lo sbarco nella baia di Tagalaht dell'isola di Saaremaa, l'11 ottobre 1917. L'isola fu conquistata il 16 ottobre e il 18 ottobre, le ultime unità russe evacuarono l'isola di Muhu.
Dopo due tentativi falliti, i tedeschi riuscirono a sbarcare sull'isola di Hiiumaa che conquistarono il giorno seguente.
La Flotta del Baltico russa dovette ritirarsi dopo le perdite subite nella battaglia dello stretto di Muhu.
I tedeschi fecero 20 000 prigionieri e catturarono 100 cannoni.

## Ordine di battaglia

### Impero tedesco
- 42. Infanterie-Division, tenente generale von Estorff.
- 2. Infanterie-Radfahrer-Brigade brigata ciclisti.
- Artiglieria, genio e comunicazioni distaccate dalla 8. Armee.
- Unità navali
  - Ammiraglia: SMS Moltke (viceammiraglio Schmidt)
  - III squadra navi da battaglia: SMS König (ammiraglia), SMS Bayern, SMS Großer Kurfürst, SMS Kronprinz, SMS Markgraf (viceammiraglio Paul Behncke).
  - IV squadra navi da battaglia: SMS Friedrich der Große (ammiraglia), SMS König Albert, SMSKaiserin, SMS Prinzregent Luitpold, SMS Kaiser, viceammiraglio Souchon
- Forze di ricognizione, contrammiraglio Hopman, comandante delle forze di ricognizione del Baltico orientale.
  - II Aufklärungsgruppe, squadra incrociatori:SMS Königsberg(II) ammiraglia di squadra, SMS Karlsruhe (II), SMS Nürnberg (II), SMS Frankfurt, SMS Danzig, viceammiraglio von Reuter.
  - VI Aufklärungsgruppe, squadra incrociatori: SMS Kolberg ammiraglia di squadra, SMS Straßburg, SMS Augsburg, SMS Blitz (II), SMS Nautilus, contrammiraglio Hopman.
- Torpediniere
  - SMS Emden (II) ammiraglia del commodoro Heinrich, comandante delle flottiglie di torpediniere.
  - II. Flottille: torpediniera B 98 ammiraglia di flottiglia.
    - III. Halb-Flottille (semiflottiglia): G 101, V 100, G 103, G 104
    - IV. Halb-Flottille: B 109, B 97, B 110, B 111, B 112

  - VI. Flottille: torpediniera V69 ammiraglia di flottiglia.
    - XII. Halb-Flottille: V 43, V 44, V 45, V 46, S 50
    - XIII. Halb-Flottille: V 82, S 61, S 63, S 64, V 74

  - VIII. Flottille: torpediniera V 180, ammiraglia di flottiglia.
    - XV. Halb-Flottille: V 183, V 181, V 182, V 184, V 185
    - XVI. Halb-Flottille: S 176, G 174, S 178, S 179, V 186

  - X. Flottille: torpediniera S 56, ammiraglia di flottiglia.
    - XIX. Halb-Flottille: T 170, T 169, T 172, G 175, T 165
    - XX. Halb-Flottille: V 78, S 65, S 66, V 77, G 89

  - VII. Halb-Flottille: T 154, T 139, T 140, T 143, T 145, T 151, T 157, T 158, T 160, 1 idrovolante.
- Sottomarini
  - U-Boot-Flottille Kurland
    - UC 56, UC 57, UC 58, UC 59, UC 60, UC 78
- Forze dragamine
  - Gruppo dragamine: Rio Pardo, Lothar, Schwaben, Glatz
  - II. Minenräum-Flottille, flottiglia cacciamine: cacciamine A 62 ammiraglia di flottiglia.
    - III. Minenräum-Halbflottille (semiflottiglia cacciamine): T 136, M 67, M 68, M 75, M 76, M 77, T 59, T 65, T 68, T 82, T 85.
    - IV. Minenräum-Halbflottille: T 104, T 53, T 54, T 55, T 56, T 60, T 61, T 62, T 66, T 67, T 69.
    - VIII. Minenräum-Halbflottille: M 64, M 11, M 31, M 32, M 39, A 35.
    - III. Halbflottille: cacciamine T 141, 15 motoscafi, navi appoggio Fiora ePrimula.

  - Halbflottille Ost dragamine della difesa costiera Est: 6 dragamine leggeri.
  - I. Minenräum-Division (divisione dragamine): 11 battelli leggeri, chiatte o motobarche.
  - II. Minenräum-Division: 12 battelli, nave appoggio Ammon
  - III. Minenräum-Division: 12 battelli, nave appoggio Indianola
  - IV. Minenräum-Division: 10 battelli, nave appoggio Hochkamp.
- Caccia sommergibili
  - S-Flottille cacciatorpediniere T 144 ammiraglia di flottiglia.
    - 1. S-Halbflottille: T 142, A 28, A 30, A 32, 32 pescherecci armati.
    - 2. S-Halbflottille: T 130, A 27, A 29, A 31, 24 pescherecci armati.

  - Nave officina Donau, carboniera Adeline Hugo Stinnes, nave da trasporto Castore Coburg, 3 motobarche.
  - Begleit-Halbflottille "Ost" (flottiglia da ricognizione): 6 pescherecci armati.
  - Ostsee-Netzsicherungsgruppe, gruppo posareti: piroscafi Eskimo e Rossal, posaretiBurgfried, 6 rimorchiatori e alcune chiatte.

- Trasporti di divisione

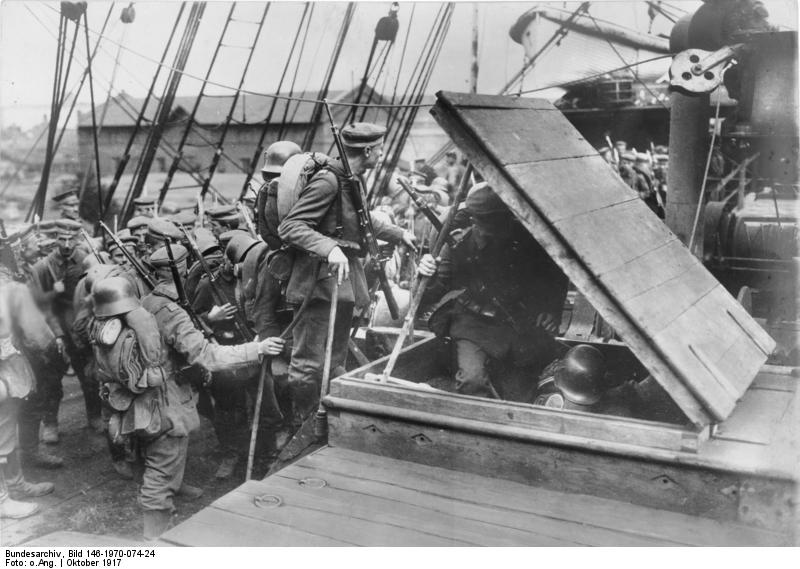
Truppe tedesche si imbarcano su una nave da trasporto diretta all'isola di Saaremaa.

  - Battello di collegamento T 132, navi ospedale Imperator, Kehrwieder, Titania e Viola, 4 trasporto munizioni, 3 trasporto viveri, 1 carboniera, 1 petroliera, 1 trasporto acqua, nave posacavi Alster, navi posa-boe Wilhelms e Mellum
- Gruppo di soccorso
  - 4 rimorchiatori antincendio, 7 rimorchiatori per le operazioni di sbarco Netter, Falkenstein, Jägersburg, Wilhelm Cords, Steine e Sturm, 8 trasporti leggeri, 10 chiatte, navi da ostruzione City of Belfast e City of Cadiz.
- Flotta da trasporto
  - 1. Sektion (sezione): navi da carico Chemnitz, Cassel, Batavia, Friedrichsruh
  - 2. Sektion: navi da carico Oron, Sangara, Coralie Hörlock e Borderland
  - 3. Sektion : navi da carico Scharnhorst, Buenos Aires e Frankfurt
  - 4. Sektion : navi da carico Bahia Castillo, Giessen, Schleswig, Badenia, Oswald (nave del genio), Altenburg (riserva)
  - Navi del genio: Equity e Corsica

(Insieme ad altre 19 navi trasporto truppe per complessive 153 664 GRT)
- Forze aeree
  - Dirigibili: L 30, L 37, LZ 113, LZ 120, SL 8, SL 20
  - Forza aerea del Mar Baltico: 81 idrovolanti e 16 aeroplani dalle basi aeree del lago di Liepāja, di Ventspils e del lago di Engure
  - I. Squadriglia siluranti
  - Squadriglia da caccia della 8. Armee
  - Squadriglia da caccia terrestre della marina
  - Nave appoggio idrovolanti SMH Santa Elena : 4 idrovolanti

### Unità della Repubblica russa[2]
- Navi da battaglia: Cesarevič, Slava
- Incrociatori corazzati: Admiral Makarov
- Cacciatorpediniere: Desna, Novik, Pobeditel, Zabijaka, Grom,Konstantin
- Cannoniere: Chivinetz, Grozyashchi
- Nave da ostruzione: Lavwija
- Posamine: Pripyat
- Sottomarini: C26, C27, C32